# Vojtěch Žampach
Vojtěch Žampach (19. června 1929 Rajhrad – 14. října 2019 Brno) byl český marxistický historik, univerzitní profesor. Zabýval se dějinami Československa ve 20. století, přičemž se soustředil na historii Brna a Moravy. Předmětem jeho zájmu bylo zejména období nacistické okupace. Publikoval četné práce o protifašistickém odboji, o osvobození Moravy, ale i studii o poválečném vysídlení Němců z Brna.

## Život
Narodil se 19. června 1929 v Rajhradě a tam také absolvoval měšťanskou školu. V letech 1945–1949 navštěvoval obchodní akademii v Brně. Po ukončení středoškolského vzdělání studoval historii na Fakultě společenských věd Vysoké školy politických a hospodářských věd v Praze (1949–1953). Od roku 1954 až do roku 1990 působil na Univerzitě Jana Evangelisty Purkyně v Brně (UJEP, nyní Masarykova univerzita). Začal přednášet kurzy dějin KSČ, KSSS a mezinárodního dělnického a komunistického hnutí. Postupně vyučoval na právnické, filozofické a lékařské fakultě UJEP i na Janáčkově akademii múzických umění. Zpočátku zastával pozici asistenta, od roku 1960 byl odborným asistentem. V roce 1968 získal titul PhDr., kandidátem věd (CSc.) se stal v roce 1980. O dva roky později (1982) se habilitoval jako docent pro obor dějiny mezinárodního dělnického hnutí a KSČ. S účinností od 1. února 1989 byl jmenován profesorem československých dějin.
Ve své vědecké činnosti se zaměřil zejména na partyzánské hnutí během druhé světové války, na detailní výzkum nacistického teroru v Brně, na osvobozování jižní Moravy a na poválečné vysídlení Němců z Brna. Je autorem řady knižních publikací i časopiseckých článků. Vědecky pracovat nepřestal ani po odchodu do důchodu. V roce 1996 publikoval časopisecky (a později i knižně) rozsáhlou studii Vysídlení německého obyvatelstva z Brna ve dnech 30. a 31. května 1945 a nouzový ubytovací tábor v Pohořelicích 1. 6. – 7. 7. 1945, ve které „důkladně a velmi precizně postihuje průběh odsunu Němců z Brna ve všech jeho peripetiích".
Vojtěch Žampach zemřel po delší nemoci v Brně dne 14. října 2019. Za svoji celoživotní práci obdržel řadu ocenění:
- 1975 Cena osvobození města Brna;[2]
- 1981 Cena Bedřicha Václavka Jihomoravského Krajského národního výboru;[2][3]
- 2015 Cena Jihomoravského kraje za přínos v oblasti vědy.[1]

## Dílo

### Knihy (výběr)
- 1963 – Kronika vítězného jara 1945: historie osvobození Holasic a Rajhradu;
- 1964 – Novinář Jan Krejčí;
- 1969 – Třetí československá úderná rota: z partyzánského hnutí na Tišnovsku;
- 1975 – Směr Brno;
- 1980 – Partyzánské portréty;
- 1984 – Se smrtí v týlu: příspěvek k historii protipartyzánského 28. ZbV komanda v Letovicích;
- 2000 – Památník obětí světových válek a národně osvobozovacích bojů v okrese Brno-venkov, ISBN 80-85048-79-5;
- 2006 – Od Hronu k Vltavě: podíl 2. ukrajinského frontu Rudé armády na osvobození Československa, ISBN 80-86844-19-6;
- 2014 – Vysídlení německého obyvatelstva z Brna ve dnech 30. a 31. května 1945 a nouzový ubytovací tábor v Pohořelicích 1.6.–7.7.1945, ISBN 978-80-7354-123-1 (původně vyšlo v periodiku Jižní Morava : vlastivědný sborník, ročník 32, svazek 35, 1996, s. 173–239).

### Články v časopisech a sbornících (výběr)
- Počátky Moravskoslezského zemského národního výboru. In: Časopis Matice moravské, roč. 87/1968, č. 3–4, str. 226–244 dostupné online;
- Ke vzniku tzv. brněnského případu. In: Časopis Matice moravské, 88/1969, č. 1–2 s. 73–96 dostupné online;
- Partyzánská družina soudruha Hybeše. In: Jižní Morava : vlastivědný sborník, roč. 1971, svazek 7, s. 39–53;
- Svědectví živým (Soupis padlých, popravených a umučených občanů z brněnského okolí v letech 1939-1945). In: Jižní Morava : vlastivědný sborník, roč. 13, 1977, s. 34–70;
- Německý fašistický puč v Brně 15. března 1939. In: Sborník příspěvků z konference ke 40. výročí osvobození Československa. Brno 1985, s. 74–87;
- Proměny odboje a jeho souboje s gestapem. In: Boj proti fašismu a okupaci na jižní Moravě. XIV. mikulovské symposium. Praha 1985, s. 275–282;
- Memorandum Ernsta Schollicha o české otázce. In: 15. březen 1939. Sborník z vědeckého kolokvia. Brno 1989, s. 17–23;
- Gardový generálmajor Jevgenij Stěpanovič Alechin (1893-1945). In: Jižní Morava : vlastivědný sborník, roč. 26, sv. 29, 1990, s. 131–143;
- Druhé okupační stanné právo a jižní Morava. In: Jižní Morava : vlastivědný sborník, roč. 28, sv. 31, 1992, s. 129–154;
- 1. gardová jezdecká mechanizovaná skupina RA v bojích na brněnském směru. In: Jižní Morava. : vlastivědný sborník, roč. 31, sv. 34, 1995, s. 119–147;
- Životní pře JUDr. Josefa Babáka. 1. část. In: Vlastivědný věstník moravský, roč. 47, č. 1, 1995, s. 3–13 dostupné online;
- Životní pře JUDr. Josefa Babáka. 2. část I. In: Vlastivědný věstník moravský, roč. 47, č. 2, 1995, s. 109–119 dostupné online;
- Životní pře JUDr. Josefa Babáka. 2. část II. In: Vlastivědný věstník moravský, roč. 47, č. 3, 1995, s. 229–246 dostupné online;
- Existovala nerozlučná konfidentská dvojice Velký a Malý Franta? In: Pocta svobodě. Sborník z pracovních setkání historiků a odbojářů k 50. výročí osvobození. Brno : Masarykova univerzita, 1995 s. 69–76;
- Rychlé svazky generálporučíka I. A. Plijeva v bojích na brněnském směru. In: Pocta svobodě. Sborník z pracovních setkání historiků a odbojářů k 50. výročí osvobození. Brno : Masarykova univerzita, 1995 s. 133–140;
- Prameny k podbrněnské frontě druhé světové války na internetu. Část 1. In: Vlastivědný věstník moravský, roč. 57, č. 4, (2005), s. 384–393;
- Prameny k podbrněnské frontě druhé světové války na internetu. Část 2. In: Vlastivědný věstník moravský, roč. 58, č. 1, (2006), s. 55–60;
- František Bednář - zrádce nebo hrdina odboje. In: Morava v boji proti fašismu / Brno : Moravské zemské muzeum, 2008 s. 217–244;
- Bratři Goldflamové v boji za svobodu. In: Vlastivědný věstník moravský, roč. 60, č. 1, 2008, s. 3–9.